# Peter Götz von Olenhusen

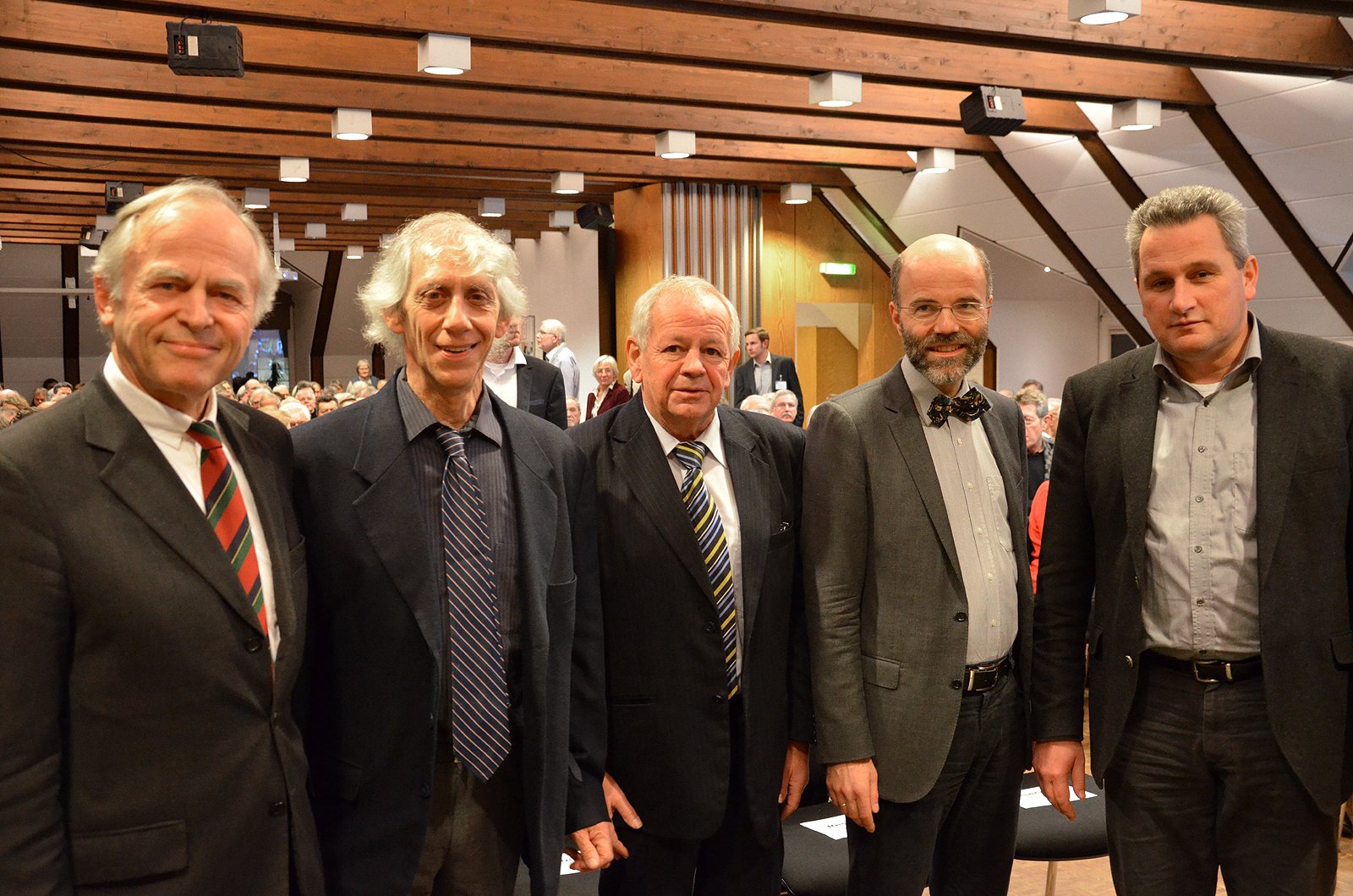
Nach der Podiumsdiskussion Gerichtstag halten über uns selbst im OLG Celle (von links): Peter Götz von Olenhusen, Michael Horowitz, Kurt Schrimm, Thomas Henne und Jens-Christian Wagner

Peter-Wedekind Götz von Olenhusen (* 31. Januar 1952 in Göttingen) ist ein deutscher Jurist und war Präsident des  Oberlandesgerichts Celle (OLG).

## Leben
Götz von Olenhusen studierte Rechtswissenschaft an der Universität Bonn, anschließend war er Assistent an der Universität Bochum, wo er im Jahr 1982/83 promoviert wurde.
Seit 1982 war er Richter in Niedersachsen. Er war Präsident am Landgericht Göttingen, wo er unter anderem federführend für die gerichtsnahe Mediation mit Richtermediatoren war. Vom 21. April 2006 bis zum Eintritt in den Ruhestand Ende Juli 2017 war er Präsident des OLG in Celle. Er war von 2007 bis 2021 Mitglied des Niedersächsischen Staatsgerichtshofs.
Götz von Olenhusen ist Ordenshauptmann des Johanniterordens und seit dem 29. August 2017 Vorsitzender des Landschaftsverbandes Südniedersachsen.

## Veröffentlichungen
- Börsen und Kartellrecht. Zur wettbewerbsrechtlichen Problematik der Börsenleistungen. Baden-Baden 1983, ISBN 3-7890-0924-5 (= Dissertation).
- (Hrsg.): 300 Jahre Oberlandesgericht Celle. Festschrift zum 300jährigen Jubiläum am 14. Oktober 2011. Göttingen 2011, ISBN 978-3-525-10562-7.